# 紺野陽子
紺野 陽子（こんの ようこ、6月19日 - ）は、日本のフリーアナウンサー。

## 来歴・人物
- 千葉ロッテマリーンズ - うぐいす嬢　14年間
- 群馬ダイヤモンドペガサス - 初代MC ヒーローインタビュアー
- 東北楽天ゴールデンイーグルス - スタジアムMC 2年間
- プロゴルフトーナメントスタートアナウンサー（男子・女子・シニア）13年間
- ヴァンラーレ八戸 - スタジアムDJ 2年間

プロスポーツの現場を中心に活動するスポーツアナ。現在は高校生や大学生を対象としたアナウンス講習会を東北地区を中心に開催し、各地域のアナウンス技術の底上げに力を注ぐ。
AKB48握手会司会やスポーツ選手のトークショー、披露宴司会など幅広く活動中。
師匠はスポーツアナのパイオニア元日本テレビアナウンサーの志生野温夫。

## テレビ出演
- CM「サントリー BOSS 贅沢微糖 バッティングセンター編」
- ミヤギテレビ「OH!バンデス」
- 東北放送「ウォッチン!みやぎ」
- らじすぽSENDAI